# Albiate
Albiate (lombardul: Albiaa vagy Ulbiè) település Olaszországban, Lombardia régióban, Monza e Brianza megyében. Lakosainak száma 6665 fő (2023. január 1.). Albiate Carate Brianza, Lissone, Seregno, Triuggio és Sovico községekkel határos.

## Népesség
A település népességének változása:
| Lakosok száma | 5877 | 2172 | 6319 | 6352 | 6665 |
|               | 2005 | 2013 | 2017 | 2018 | 2023 |